# 北大宮駅
北大宮駅（きたおおみやえき）は、埼玉県さいたま市大宮区土手町三丁目にある、東武鉄道野田線（東武アーバンパークライン）の駅。駅番号はTD 02。

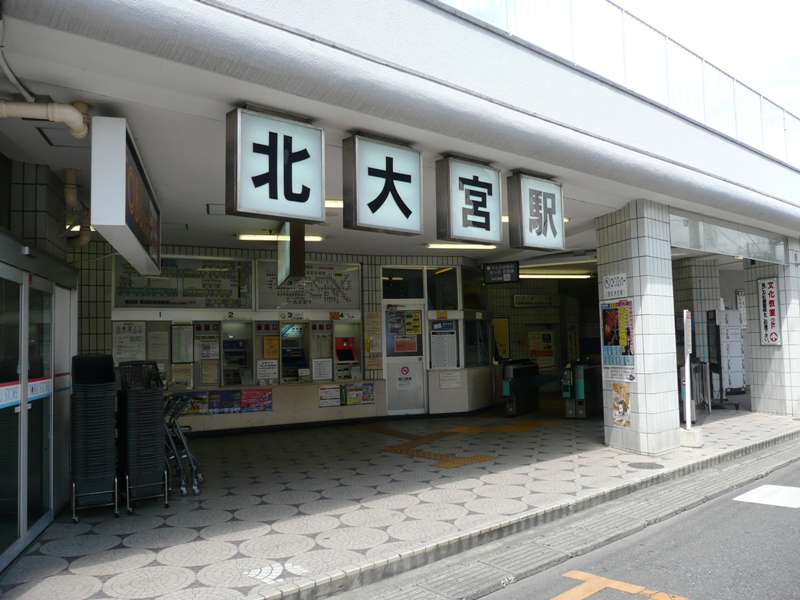
駅名看板取換前の駅入口（2007年8月）

## 歴史
- 1930年（昭和5年）4月12日：総武鉄道野田線の駅として開設[1][2]。
- 1940年（昭和15年）11月3日：大宮町・三橋村・日進村・宮原村・大砂土村が合併、所在地が大宮市となる。
- 1944年（昭和19年）3月1日：陸上交通事業調整法に基づき、東武鉄道が総武鉄道を吸収合併したことに伴い、同社の野田線の駅となる。
- 2001年（平成13年）5月1日：浦和市・大宮市・与野市が合併、所在地がさいたま市となる。
- 2003年（平成15年）4月1日：さいたま市が政令指定都市へ移行、所在地がさいたま市大宮区となる。
- 2008年（平成20年）4月1日：発車メロディ導入。
- 2009年（平成21年）12月1日：駅業務を東武ステーションサービスへ委託。

## 駅構造
島式ホーム1面2線を有する地上駅。駅舎は東武ストア北大宮店を併設し、ホームとは階段と地下道により連絡している。エスカレーター・エレベーターはなく、車椅子は階段に備え付けられた昇降機を使う。駅業務は東武ステーションサービスに委託している。トイレは駅構内には設置されていないが、駅横にある東武ストア裏手に店舗トイレを兼ねた男女別の水洗式トイレが設置されている。
JR宇都宮線（東北本線）の線路が西側に並行しているが、同線には駅はない。また、駅の出入り口は駅東側に1か所しかなく、線路西側へは、大宮公園駅寄りにある踏切を渡るか、大宮駅寄りのアンダーパス（旧・中山道）をくぐる必要がある。

### のりば
| 番線 | 路線                     | 方向 | 行先     |
| ---- | ------------------------ | ---- | -------- |
| 1    | 東武アーバンパークライン | 上り | 大宮方面 |
| 2    | 東武アーバンパークライン | 下り | 柏方面   |

### 画像

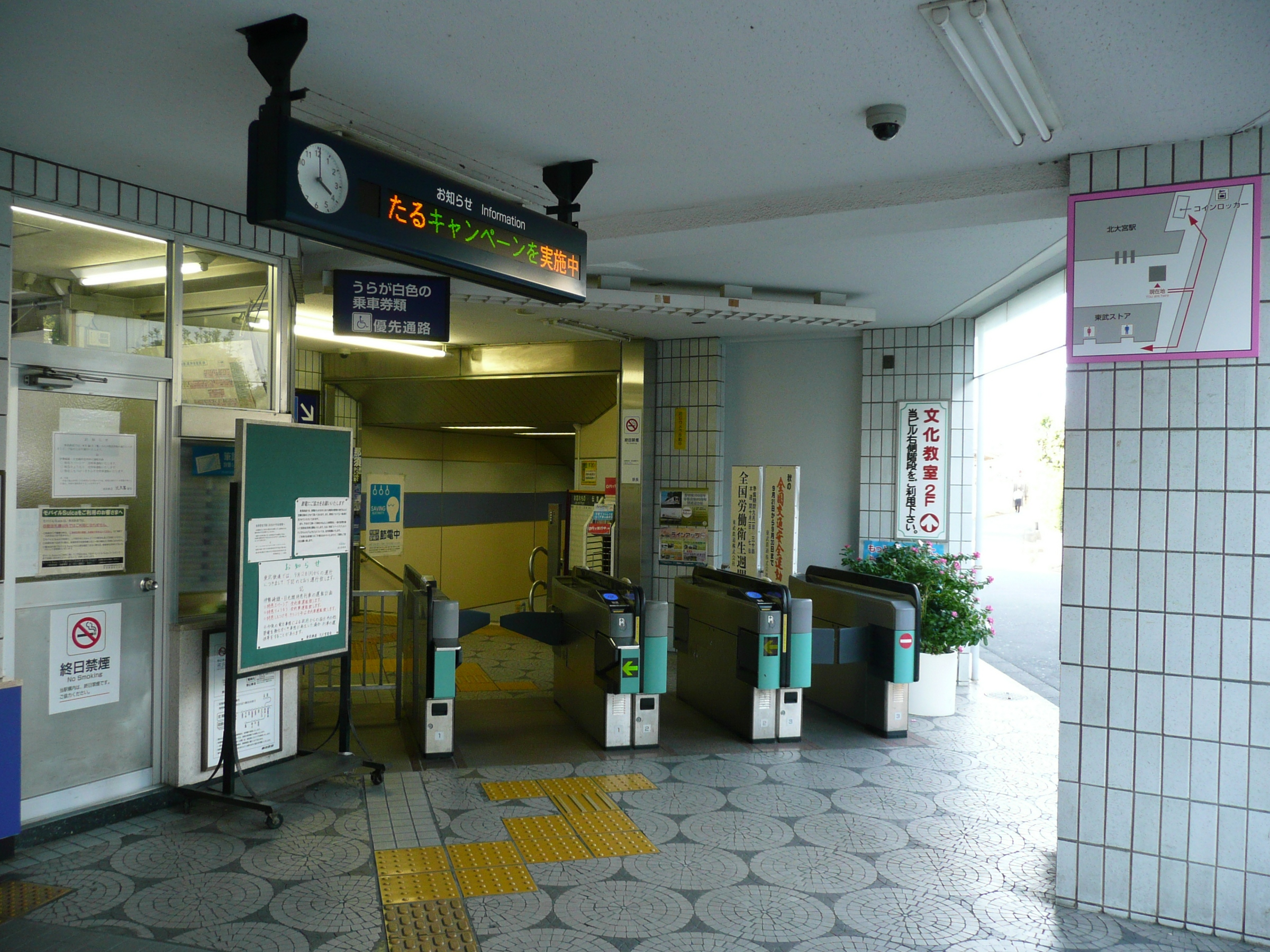
改札口（2011年9月）
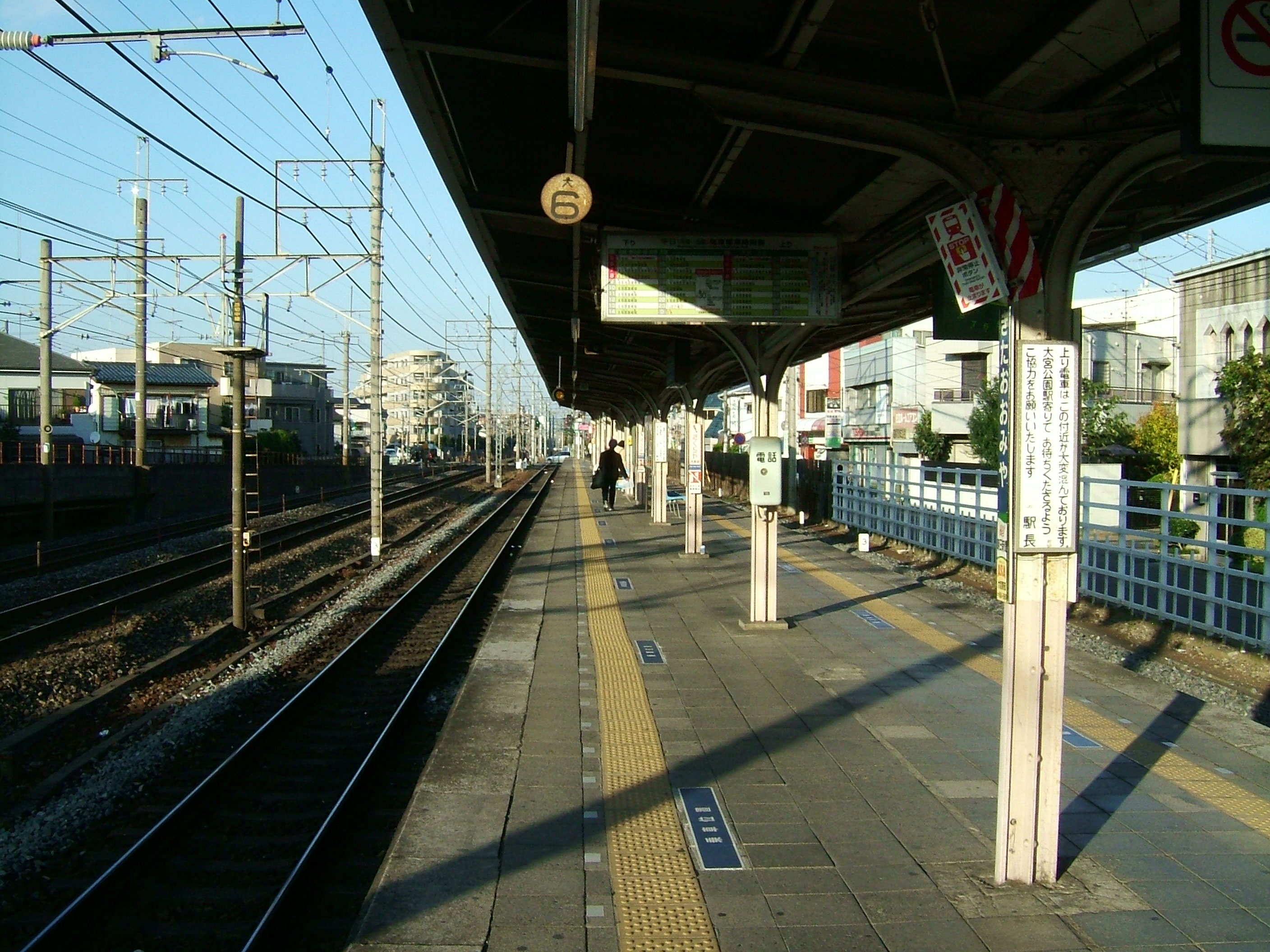
ホーム（2008年11月14日）

## 利用状況
2024年度（令和6年度）の1日平均乗降人員は6,499人である。野田線の駅の中では清水公園駅に次いで少ない。
近年の1日平均乗降・乗車人員の推移は以下の通り。
| 年度               | 1日平均 乗降人員 | 1日平均 乗車人員 | 出典       |
| ------------------ | ---------------- | ---------------- | ---------- |
| 1987年（昭和62年） |                  | 3,009            |            |
| 1988年（昭和63年） |                  | 3,020            |            |
| 1989年（平成元年） |                  | 3,098            |            |
| 1990年（平成02年） |                  | 3,131            |            |
| 1991年（平成03年） |                  | 3,115            |            |
| 1992年（平成04年） |                  | 3,147            |            |
| 1993年（平成05年） |                  | 3,047            |            |
| 1994年（平成06年） |                  | 2,938            |            |
| 1995年（平成07年） |                  | 2,976            |            |
| 1996年（平成08年） |                  | 2,882            |            |
| 1997年（平成09年） | 5,636            | 2,812            |            |
| 1998年（平成10年） | 5,456            | 2,721            |            |
| 1999年（平成11年） | 5,341            | 2,654            |            |
| 2000年（平成12年） | 5,249            | 2,595            |            |
| 2001年（平成13年） | 5,198            | 2,566            |            |
| 2002年（平成14年） | 5,133            | 2,526            |            |
| 2003年（平成15年） | 5,201            | 2,563            |            |
| 2004年（平成16年） | 5,247            | 2,594            |            |
| 2005年（平成17年） | 5,337            | 2,635            |            |
| 2006年（平成18年） | 5,213            | 2,569            |            |
| 2007年（平成19年） | 5,448            |                  |            |
| 2008年（平成20年） | 5,589            |                  |            |
| 2009年（平成21年） | 5,668            |                  |            |
| 2010年（平成22年） | 5,740            |                  |            |
| 2011年（平成23年） | 5,668            |                  |            |
| 2012年（平成24年） | 5,790            |                  |            |
| 2013年（平成25年） | 6,088            |                  |            |
| 2014年（平成26年） | 6,058            |                  |            |
| 2015年（平成27年） | 6,204            |                  |            |
| 2016年（平成28年） | 6,366            |                  |            |
| 2017年（平成29年） | 6,282            |                  |            |
| 2018年（平成30年） | 6,285            |                  |            |
| 2019年（令和元年） | 6,321            |                  |            |
| 2020年（令和02年） | 5,374            |                  | [ 東武 3 ] |
| 2021年（令和03年） | 5,514            | 2,766            | [ 東武 4 ] |
| 2022年（令和04年） | 5,825            | 2,926            | [ 東武 5 ] |
| 2023年（令和05年） | 6,095            | 3,066            | [ 東武 6 ] |
| 2024年（令和06年） | 6,499            | 3,282            | [ 東武 1 ] |

## 駅周辺
駅前は大宮公園周辺の低層の住宅地が広がっている。駅の直ぐ横を埼玉県道164号鴻巣桶川さいたま線（旧・中山道）が通るが、駅とは直結していない。駅前広場も無く、細い道路のみでのアクセスとなる。
東側（改札側）
- 大宮税務署
- 大宮区検察庁
- 大宮簡易裁判所
- 埼玉縣護國神社
- 氷川神社
- 土器の館
- 大宮公園
  - 大宮公園体育館
  - 埼玉県営大宮公園野球場
  - さいたま市大宮公園サッカー場
  - 埼玉県立歴史と民俗の博物館
- 大光銀行大宮支店

西側（線路反対側）
- 大宮郵便局
  - ゆうちょ銀行大宮店
- 東和銀行大宮北支店
- 大宮中央総合病院
- 富士フイルム大宮事業所
（旧・フジノン株式会社、旧富士写真光機株式会社）
- 鉄道博物館・ニューシャトル鉄道博物館（大成）駅 - 徒歩15分程度
- ステラタウン
（旧・富士重工業大宮製作所）

## 路線バス
最寄りのバス停は「北大宮駅入口」停留所である。旧中山道上にあり、駅からは大宮公園寄りの踏切を渡って西方向へ直進し徒歩5分程。旧称は「大宮警察」停留所であるが、大宮警察署が2017年（平成29年）11月27日に現在地（北袋町一丁目）へ移転したことに伴い、2018年（平成30年）1月13日に改称した。
| 乗り場       | 系統                          | 行先               | 運行会社          | 備考              |
| ------------ | ----------------------------- | ------------------ | ----------------- | ----------------- |
| 北大宮駅入口 | 大51・大53・大42              | 大宮駅東口         | 東武バス ウエスト |                   |
| 北大宮駅入口 | 大51                          | 上尾駅東口         | 東武バス ウエスト |                   |
| 北大宮駅入口 | 大53                          | 吉野町車庫         | 東武バス ウエスト |                   |
| 北大宮駅入口 | 大42                          | 宮原駅東口         | 東武バス ウエスト |                   |
| 北大宮駅入口 | 大45                          | 原市団地中学校入口 | 東武バス ウエスト | 深夜バス 平日運転 |
| 北大宮駅入口 | ミッドナイトアロー 伊奈・内宿 | 内宿駅             | 東武バス ウエスト | 深夜バス 平日運転 |

## 隣の駅
東武鉄道
 東武アーバンパークライン
■急行・■区間急行
通過
■普通
大宮駅 (TD 01) - 北大宮駅 (TD 02) - 大宮公園駅 (TD 03)

### 利用状況
東武鉄道の1日平均利用客数
1. 1 2 3  『駅別乗降人員 2024年度』（PDF）（レポート）東武鉄道、10頁。オリジナルの2025年5月19日時点におけるアーカイブ。2025年5月29日閲覧。
2. ↑  “駅情報（乗降人員）”.   東武鉄道. 2024年9月30日閲覧。
3. ↑  「駅一覧」『東武会社要覧2021』（pdf）（レポート）東武鉄道、69頁。オリジナルの2022年4月19日時点におけるアーカイブ。
4. ↑  『駅別乗降人員 2021年度』（PDF）（レポート）東武鉄道、2024年、10頁。オリジナルの2024年5月18日時点におけるアーカイブ。
5. ↑  『駅別乗降人員 2022年度』（PDF）（レポート）東武鉄道、2024年、10頁。オリジナルの2024年9月8日時点におけるアーカイブ。
6. ↑  『駅別乗降人員 2023年度』（PDF）（レポート）東武鉄道、2024年、10頁。オリジナルの2024年9月8日時点におけるアーカイブ。